# Zhongnanhai
Zhongnanhai (chiń. 中南海; pinyin Zhōngnánhăi) – zespół budynków w Pekinie stanowiący część dawnego miasta cesarskiego, położony po zachodniej stronie Zakazanego Miasta, graniczący od północy z parkiem Beihai. Zhongnanhai stanowi obecnie rezydencję najwyższych władz państwowych ChRL i – w przeciwieństwie do Zakazanego Miasta – nie jest dostępne dla zwiedzających. 
Zhongnanhai jest również siedzibą rządzącej partii – KPCh. Podobnie jak Biały Dom, Downing Street 10 czy Kreml, Zhongnanhai pełni rolę metonimicznej nazwy chińskich władz. Miejsce bywa również nazywane (Nowym) Zakazanym Miastem.
Nazwa oznacza dosłownie Morze Środkowe i Południowe i bierze się od dwu sztucznych jezior na terenie kompleksu. Miejsce było kiedyś cesarskim parkiem, a po 1949 roku zostało przekształcone w pilnie strzeżony kompleks rządowy.

## Położenie

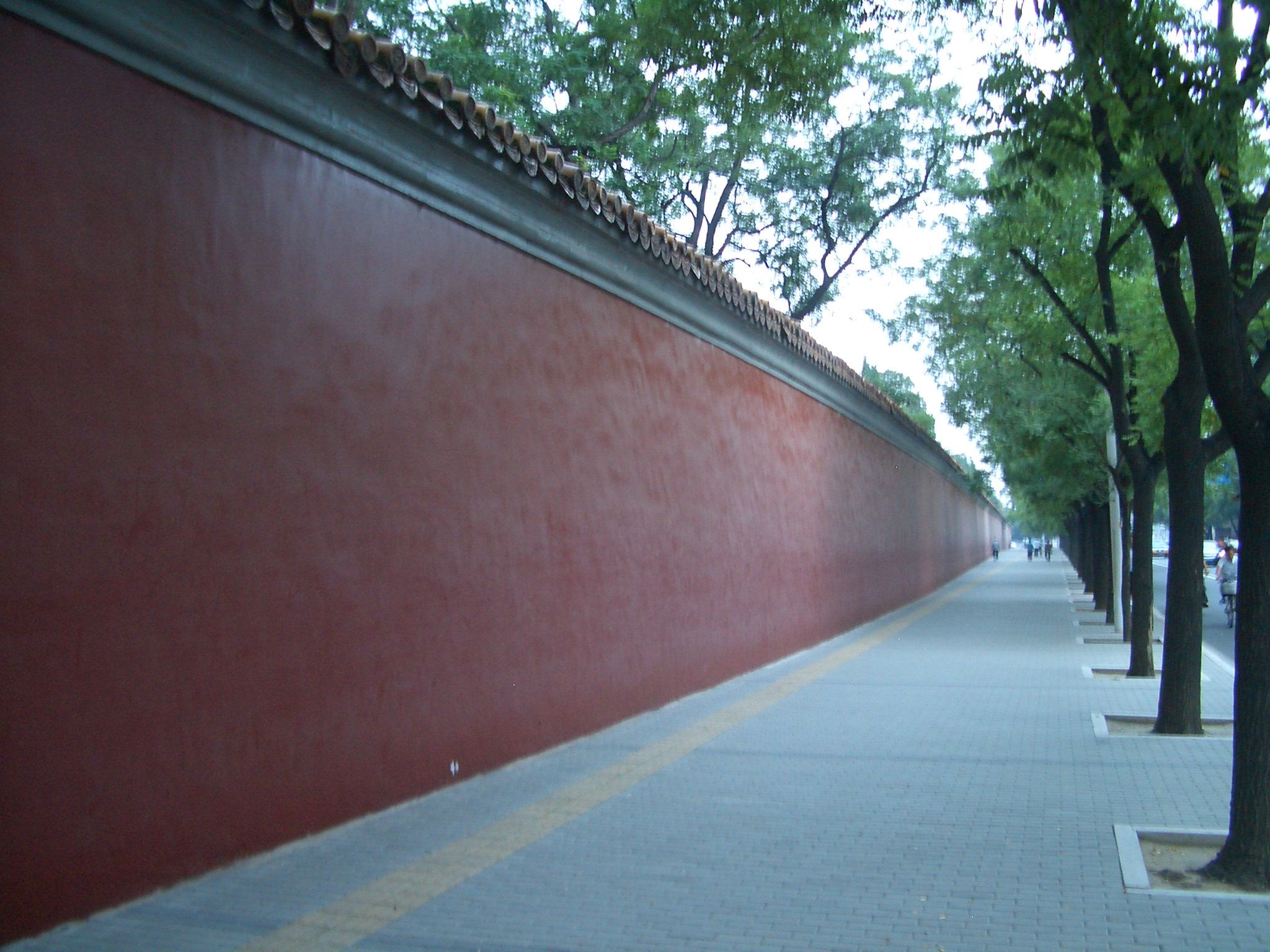
Mur otaczający Zhongnanhai

Bezpośrednio na zachód od Zakazanego Miasta leży duży obszar wodny, który urzędnicy sądowi z dynastii Qing nazywali Jeziorem Zachodnim (Xihaizi) lub Taiyechi. W przeszłości obszar ten został podzielony na trzy części: Beihai (Jezioro Północne, które nie należy do zespołu Zhongnanhai), Zhonghai (Jezioro Środkowe), i Nanhai (Jezioro Południowe). Jezioro Środkowe łączy się z Jeziorem Południowym przez śluzę w pobliżu starej bramy wschodniej. Zhongnanhai otoczone jest murem i oddzielone jest od Jeziora Beihai mostem z białego marmuru, przez który przebiega ulica Wenjin. Jeziora zasilane są wodą z rzeki wypływającej ze zboczy góry Yuquan Shan. 

## Historia
Obszar Zhongnanhai był wykorzystywany przez cesarzy już w okresie dynastii Liao. Za rządów dynastii Yuan Zhongnanhai zostało włączone do Cesarskiego Miasta, a jeziora zostały powiększone. 
Kiedy cesarz Yongle przebudowywał Pałac Cesarski w 1417 roku, powiększył obszar swojej rezydencji, włączając przy tym ogrody Zhongnanhai. W czasach dynastii Ming i Qing teren stał się znany jako Zachodnie Ogrody (Xiyuan) i służył mieszkańcom pałacu jako miejsce wypoczynku. Za panowania dynastii Qing przeprowadzono odnowę parku. Większość budynków i zabytków, które zachowały się do dzisiaj pochodzi z tego okresu.
Po upadku dynastii Qing w 1911 roku, Zhongnanhai zostało siedzibą rządu Yuana Shikai. Po 1949 roku stało się pilnie strzeżonym kompleksem rządowym. Po 1989 roku na terenie Zhongnanhai przetrzymywano w areszcie domowym Zhao Ziyanga, szefa partii, który sprzeciwił się planom zbrojnej rozprawy ze studenckimi protestami na placu Tian’anmen w czerwcu 1989 roku. 25 kwietnia 1999 roku przed wejściem do Zhongnanhai manifestowało 10 tys. zwolenników Falun Gong, co Jiang Zemin potraktował jako pretekst do jej delegalizacji.

## Opis

### Nanhai

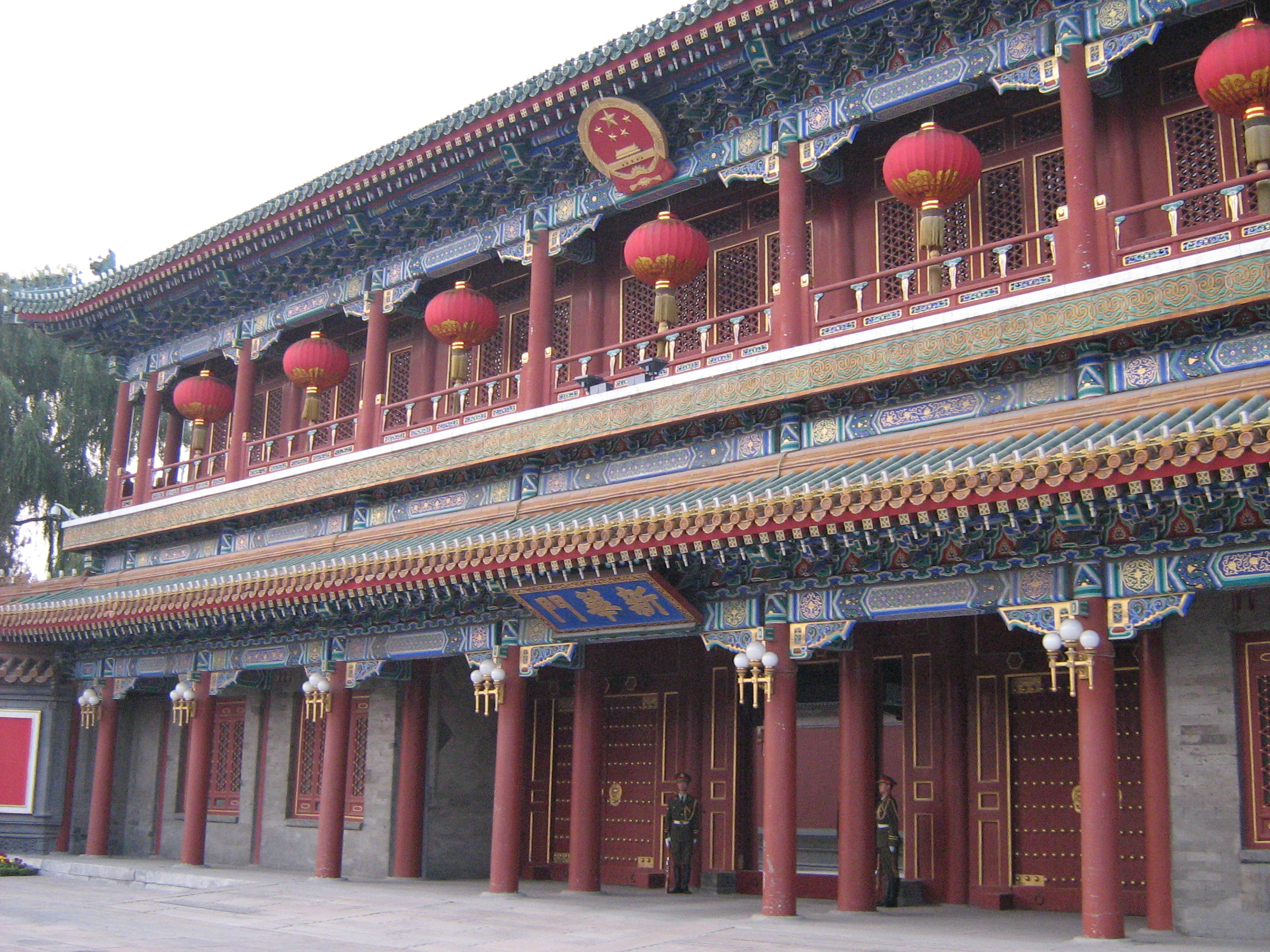
Xinhuamen

Na tereny wokół Nanhai można dostać się poprzez bramę Xinhuamen, która została zbudowana przez cesarza Qianlonga dla jego muzułmańskiej konkubiny. Obecnie brama jest wejściem do siedzib rządowych. Ponadto do kompleksu można wejść poprzez bramę przy ulicy Nancheng. Na zachód od niej znajduje się Pawilon Starannego Rządu (Qinzhengdian), gdzie cesarz Guangxu zajmował się sprawami państwa. Pawilon został przebudowany w bardziej zachodnim stylu na polecenie Yuana Shikai, który podejmował w nim zagranicznych gości.
Na południe od pawilonu znajduje się most prowadzący na wyspę Yingtai. Budynki na wyspie pochodzą z okresu rządów cesarzy Shunzhi i Kangxi. Najważniejszymi budowlami są pawilon Xiangyidian, pawilon Penglaige oraz pawilon Yingxunting, gdzie znajdują się kamienne inskrypcje chwalące zalety i osiągnięcia cesarzy. Wyspa była jednym z ulubionych miejsc wypoczynku cesarzy z dynastii Qing. Po nieudanych próbach reformacji w 1898 roku, cesarz Guangxu został uwięziony na wyspie przez cesarzową Cixi. Za rządów Yuana Shikai na wyspie rezydował ówczesny wiceprezydent Li Yuanhong. Po utworzeniu Chińskiej Republiki Ludowej w 1949 roku, budynki na wyspie były używane przez Radę Państwa. W 1975 roku budowle na wyspie zostały odnowione.
Na północny zachód od Yingtai mieści się ogród Fengzeyuan, gdzie za panowania dynastii Qing odbywały się ceremonie orki przed ołtarzem boga rolnictwa. W budynkach w pobliżu ogrodu rezydował także Mao Zedong. 
Na terenie Nanhai znajduje się Pawilon Spokojnego Morza (Haiyantang), zbudowany w zachodnim stylu, dawniej wykorzystywany jako miejsce rozrywki dla kobiet. Wewnątrz budynku znajdują się meble importowane, m.in. z Francji. Gdy Yuan Shikai doszedł do władzy zmienił nazwę budowli na Pawilon Życzliwości (Jerentang) i również używał go jako miejsce rozrywki dla gości. W 1923 roku budynek pełnił funkcję biura Cao Kuna, a w 1927 roku, po zajęciu Pekinu przez Zhanga Zuolina, pawilon stał się jego rezydencją.
Koło Nanhai znajduje się zespół dziesięciu kwadratowych kamieni, na których wyryto teksty wierszy. Niedaleko wznosi się Kamienna Komnata (Shishi), zbudowana w całości z białego marmuru.

### Zhonghai

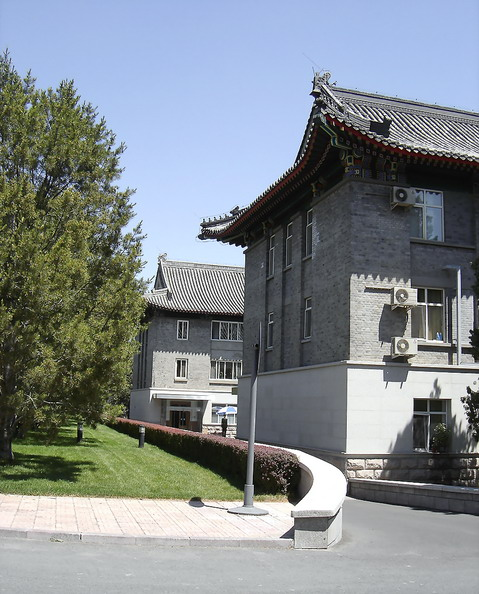
Budynki rządowe na terenie Zhongnanhai

Najważniejszym budynkiem na terenie Zhonghai jest Pawilon Ogarniającej Życzliwości (Huairentang). Pierwotnie na jej miejscu znajdował się Pawilon Cesarskiej Pompy (Yiluandian), który został jednak zniszczony. Zbudowano wtedy Wieżę Buddyjskich Refleksji (Fozhaolou), której nazwa została zmieniona na Pawilon Ogarniającej Życzliwości w 1912 roku. Odbywały się tam spotkania Zgromadzenia Narodowego i innych organów władzy. Po śmierci Yuana Shikai tymczasowo przechowywano tam jego trumnę. Naprzeciwko pawilonu wystawiono dwanaście posągów z brązu z głowami zwierząt i ciałami ludzi, lwy z brązu, tablice pamiątkowe.
Na północno-zachodnim brzegu jeziora Zhonghai znajduje się Wieża Cynobrowego Światła (Ziguangge), gdzie cesarz Zhengde obserwował ćwiczenia wojsk. Wewnątrz wieszano portrety zasłużonych urzędników. Obecnie przechowuje się tam dobrze zachowane mapy i obrazy.
W północno-wschodniej części kompleksu mieści się ogród Jiaoyuan, gdzie w okresie dynastii Ming wznosił się Pałac Wzniosłej Mądrości (Chongzhidian). Na północ od ogrodu znajduje się Świątynia Wiecznych Błogosławieństw (Wanshandian). Niedaleko wznosi się także Pawilon Chmur na Wodzie (Shuiyunxie), którego nazwa wywodzi się od widoku chmur odbijających się w tafli jeziora.

## W kulturze popularnej
Zhongnanhai jest nazwą popularnej w Chinach marki papierosów. Wykorzystując tę dwuznaczność pekiński zespół indie rockowy Carsick Cars nagrał piosenkę Zhongnanhai, Zhongnanhai, którą można odczytywać jako aluzję pod adresem najwyższych chińskich władz.